# وامدروپ
وامدروپ (به لاتین: Vamdrup) یک منطقهٔ مسکونی در دانمارک است که در Kolding Municipality واقع شده‌است. وامدروپ ۴٫۴۴ کیلومتر مربع مساحت و ۴٬۸۶۹ نفر جمعیت دارد.